# Virus Sin Nombre
Orthohantavirus sinnombreense
Espèce
Classification phylogénétique
- Espèce :  Orthohantavirus sinnombreense
  - Virus sin nombre

Orthohantavirus sinnombreense, connu comme le virus Sin Nombre (« sans nom » en français, Sin Nombre orthohantavirus (SNV)), est un virus à ARN monocaténaire de polarité négative (groupe V de la classification Baltimore), de l'ordre des Bunyavirales (famille des Hantaviridae, sous-famille des Mammantavirinae).
C'est l'un des principaux agents, avec d'autres espèces du genre Orthohantavirus, du syndrome pulmonaire à hantavirus (SPH), une maladie pulmonaire souvent fatale. La transmission se fait par l'inhalation de particules provenant des excréments de souris contaminées.

## Découverte et dénomination
Le virus a été isolé en 1993 chez des rongeurs collectés près du domicile de l'un des premiers patients atteints du SPH, dans la région de Four Corners, dans l'ouest des États-Unis. L'isolement a été réalisé par un prélèvement en aveugle chez la Souris sylvestre (Peromyscus maniculatus) suivi d'une culture sur des cellules Vero E6. Des souches virales supplémentaires ont également été isolées à partir d'une P. maniculatus associée à un cas mortel en Californie et d'une souris à pattes blanches (P. leucopus) capturée à proximité de l'origine probable d'un cas à New York,.
Le virus ayant été récolté près du Cañón del Muerto (Muerto Canyon, « Gorge du Mort »), sur le territoire des Navajos, les auteurs de la découverte l'ont d'abord appelé hantavirus Muerto Canyon en 1993, conformément à la convention de dénomination des nouveaux agents pathogènes. Mais la Nation navajo s'est opposée à ce nom en 1994. Le lieu de sa découverte étant également proche du quadripoint Four Corners, les virologues ont alors tenté de le nommer virus Four Corners, mais les résidents locaux ont protesté. De guerre lasse, ils l'ont finalement appelé virus Sin Nombre (« virus sans nom » en français).

## Épidémiologie
Le virus Sin Nombre (SNV) est présent partout où l'on trouve son réservoir murin, la Souris sylvestre Peromyscus maniculatus : toute la zone peuplée de l'Amérique du Nord à l'exception de l'extrême sud-est (de l'est du Texas à la Floride), de l'Alaska et de l'extrême nord du Canada. Le virus et la maladie pulmonaire sont particulièrement courants dans les États américains de l'ouest, avec des incidences maximales dans les régions où il y a le plus de contacts entre humains et souris (Nouveau-Mexique et Arizona) ainsi que dans les États ayant une population rurale particulièrement nombreuse comme la Californie. Des cas ont également été signalés dans toutes les provinces de l'ouest du Canada.
Le taux de létalité du syndrome pulmonaire à hantavirus induit par le SNV aux États-Unis était en 1993 d'environ 66,7 %. Il a depuis diminué régulièrement, à mesure que davantage de cas bénins étaient reconnus ; en 2007, il n'était plus que d'environ 35 %.

## Génétique

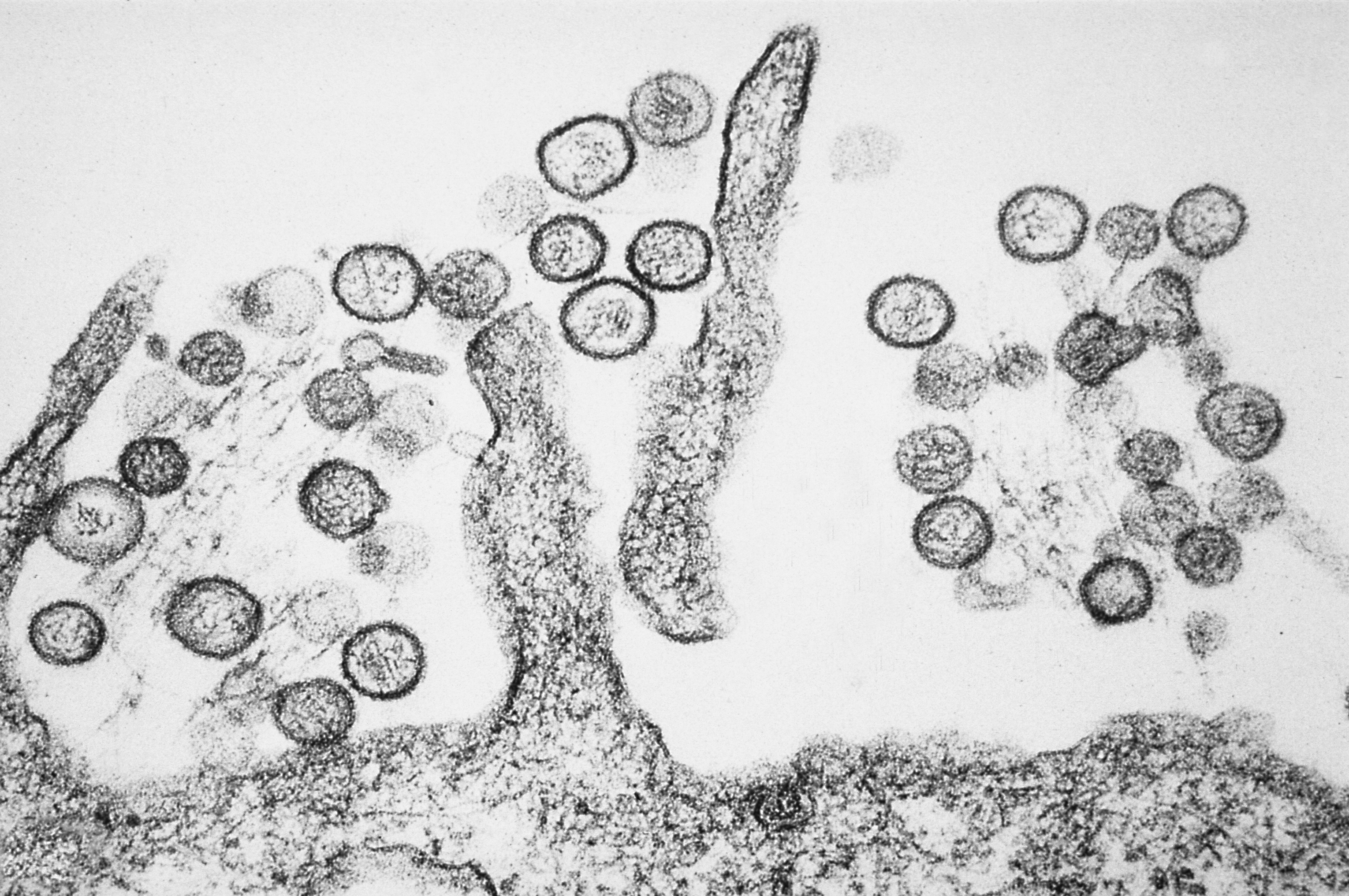
Particules sphériques du virus Sin Nombre, vues en microscopie électronique en transmission. Les particules présentent une enveloppe virale distincte avec de courtes projections de surface et une nucléocapside interne.

Le génome du virus Sin Nombre (SNV) a été séquencé en utilisant de l'ARN extrait du matériel d'autopsie ainsi que de l'ARN extrait de virus obtenus par culture cellulaire. L'ARN L a une longueur de 6 562 nucléotides (nt), l'ARN M de 3 696 nt et l'ARN S de 2 059 à 2 060 nt. On avait craint que des variants du SNV se soient développés préférentiellement dans la culture cellulaire et que les variants sélectionnés diffèrent significativement du virus parental, mais quand on a pu comparer la séquence du prototype (NMH15) détecté dans les tissus d'un cas de HPS à la celle de l'isolat (NMR11), seuls 16 changements de nucléotides ont été trouvés, et aucun de ces changements n'avait entraîné d'altération dans les séquences d'acides aminés des protéines virales[réf. nécessaire].